# Alan T. Waterman Award
L'Alan T. Waterman Award è il più alto premio degli Stati Uniti per scienziati al di sotto dei 35 anni. È stato stabilito dal Congresso nel 1975 per festeggiare il venticinquesimo anniversario della National Science Foundation e del suo primo direttore, Alan T. Waterman, il premio è assegnato annualmente da quest'ultima istituzione, ed è destinato a giovani ricercatori in un'area della scienza supportata dall NSF. Il vincitore riceve una medaglia e una borsa di 500.000 dollari, da destinare alla ricerca scientifica.
Il premio può essere assegnato solamente a cittadini statunitensi oppure a persone residenti negli Stati Uniti; questi devono essere o sotto i 35 anni oppure aver conseguito il Ph.D. nei sette anni precedenti. I candidati devono essere nominati attraverso quattro lettere di referenze; le candidature sono poi vagliate da un comitato di dodici membri, dei quali otto a rotazione e quattro ex officio: questi ultimi sono attualmente Ralph Cicerone, presidente della National Academy of Sciences, Arden L. Bement Jr., direttore della National Science Foundation, Steven C. Beering, presidente del National Science Board, e Charles M. Vest, presidente della National Academy of Engineering. La decisione finale sul premio è presa dalla National Science Board.

## Vincitori
- 1976: Charles Fefferman
- 1977: William Schopf
- 1978: Richard Muller
- 1979: William Thurston
- 1980: Roy Schwitters
- 1981: Clark Still
- 1982: Richard Axel
- 1983: Corey Goodman
- 1984: Harvey Friedman
- 1985: Jacqueline Barton
- 1986: Edward Witten
- 1987: Lawrence Summers
- 1988: Peter Schultz
- 1989: Richard Scheller
- 1990: Mark Davis
- 1991: Herbert Edelsbrunner
- 1992: Shrinivas Kulkarni
- 1993: Deborah Penry
- 1994: Gang Tian
- 1995: Matthew Fisher
- 1996: Robert Waymouth
- 1997: Eric Cornell
- 1998: Christopher C. Cummins
- 1999: Chaitan Khosla
- 2000: Jennifer Doudna
- 2001: Vahid Tarokh
- 2002: Erich Jarvis
- 2003: Angelika Amon
- 2004: Kristi Anseth
- 2005: Dalton Conley
- 2006: Emmanuel Candes
- 2007: Peidong Yang
- 2008: Terence Tao
- 2009: David Charbonneau
- 2010: Subhash Khot
- 2011: Casey W. Dunn
- 2012: Scott Aaronson
- 2013: Mung Chiang
- 2014: Feng Zhang
- 2015: Andrea Alù
- 2016: Mircea Dincă